# Piet Hogenhout
Piet Hogenhout (Amstelveen, 1 november 1963) is een Nederlands voormalig voetballer die uitkwam voor FC VVV en Helmond Sport. Hij speelde doorgaans als rechtermiddenvelder, maar was ook inzetbaar als verdediger.
Als voormalig jeugdspeler van Ajax en FC Den Haag sloot Hogenhout in 1983 op amateurbasis aan bij FC VVV. Daar maakte de middenvelder op 22 januari 1984 zijn competitiedebuut in een uitwedstrijd bij FC Den Haag. Bij dat ene optreden zou het blijven en hij maakte eind augustus 1984 de overstap naar Helmond Sport. Ook daar moest hij doorgaans genoegen nemen met een reserverol. Wel had hij nog een basisplaats in het elftal dat op 22 mei 1985 dankzij een 2-1 overwinning op FC Wageningen de finale bereikte van de KNVB Beker in 1985. Na zijn vertrek uit Helmond was Hoogenhout nog enkele jaren actief in het zaalvoetbal, onder andere bij UBA Sport.

## Statistieken
| Seizoen        | Club           | Competitie     | Competitie | Competitie | Beker | Beker | Playoff | Playoff | Totaal | Totaal |
| Seizoen        | Club           | Competitie     | Wed.       | Dlp.       | Wed.  | Dlp.  | Wed.    | Dlp.    | Wed.   | Dlp.   |
| -------------- | -------------- | -------------- | ---------- | ---------- | ----- | ----- | ------- | ------- | ------ | ------ |
| 1983/84        | FC VVV         | Eerste divisie | 1          | 0          | 0     | 0     | 0       | 0       | 1      | 0      |
| 1984/85        | FC VVV         | Eerste divisie | 0          | 0          | 0     | 0     | –       | –       | 0      | 0      |
| 1984/85        | Helmond Sport  | Eerste divisie | 8          | 0          | 1     | 0     | –       | –       | 9      | 0      |
| Carrièretotaal | Carrièretotaal | Carrièretotaal | 9          | 0          | 1     | 0     | 0       | 0       | 10     | 0      |